# Parthenon (Nashville)

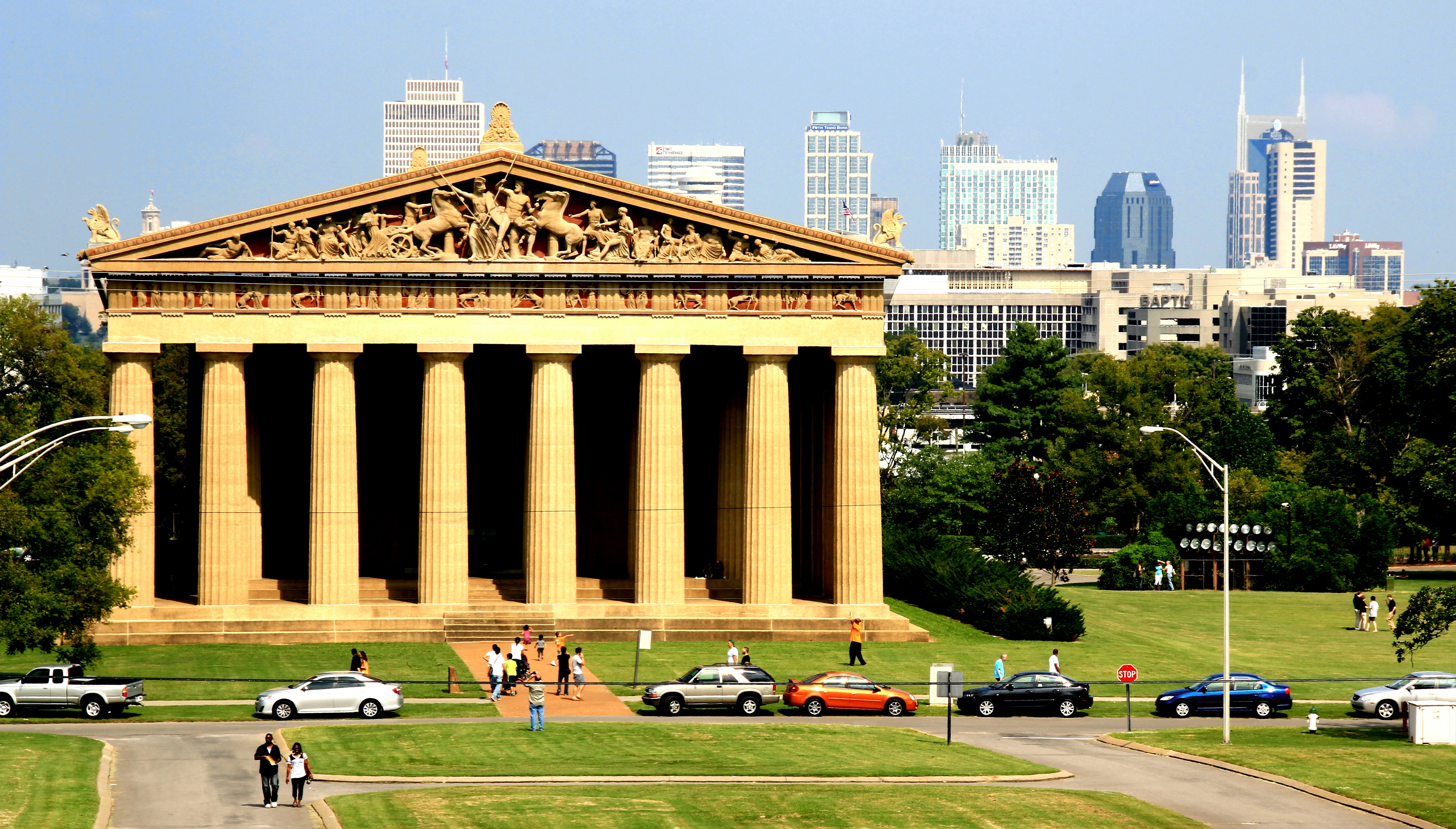
De gereconstrueerde tempel

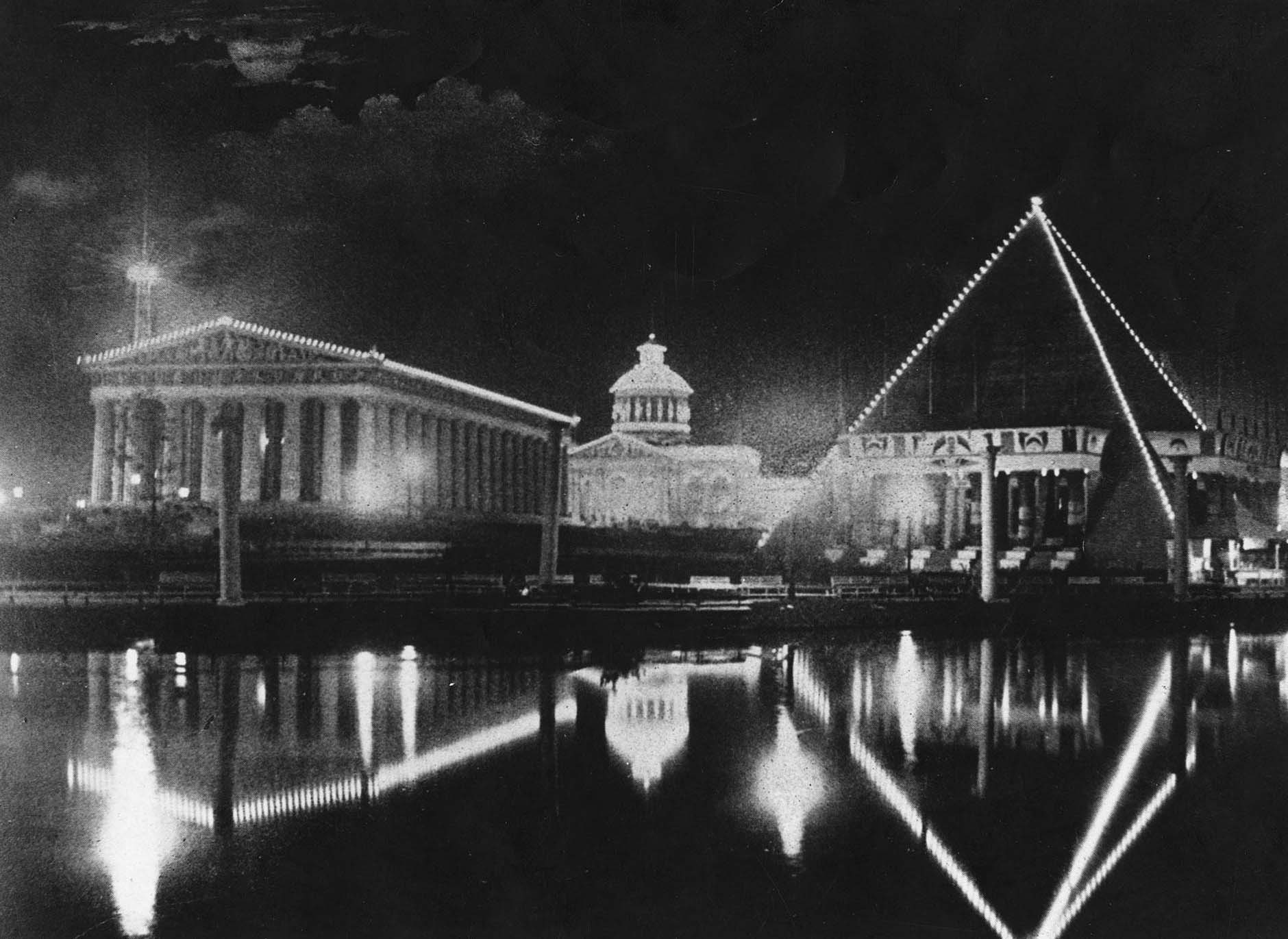
Tennessee Centennial Exposition in 1897

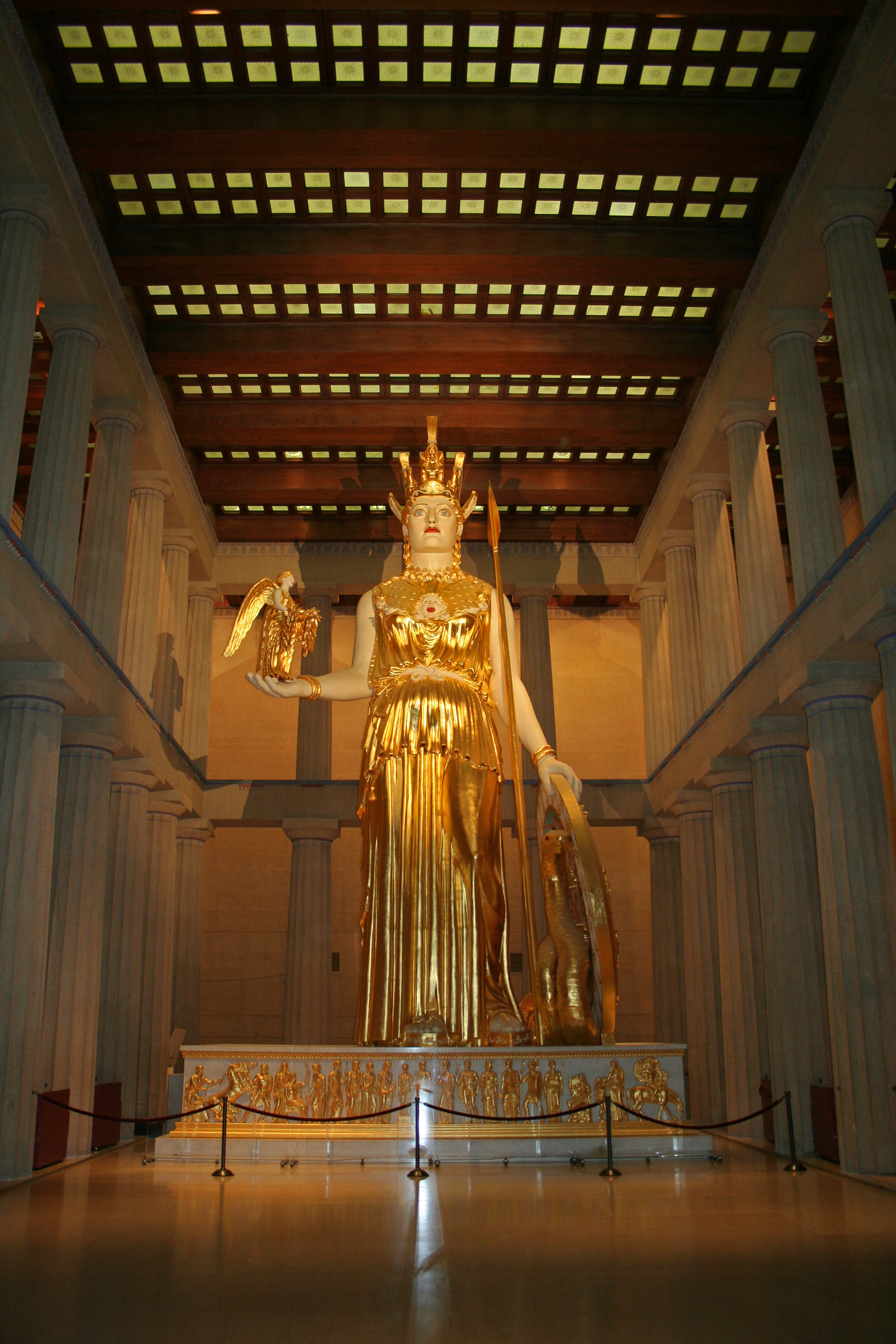
LeQuire's reproductie van Phidias' Athena Parthenos

Het Parthenon in Nashville, Tennessee is een betonnen replica op gelijke schaal van het originele Parthenon in Athene. Het is gebouwd in 1897 voor de Tennessee Centennial Exposition. In 1990 is een reconstructie van het verdwenen standbeeld van Athena Parthenos toegevoegd.

## Beschrijving
Het Nashville Parthenon ligt in Centennial Park, net ten westen van downtown Nashville. Het is tegenwoordig een kunstmuseum.
Het standbeeld van Athena Parthenos is zo getrouw mogelijk gemaakt door Alan LeQuire. De godin is dertien meter groot en draagt een wapenuitrusting en helm. In haar linkerhand houdt ze een schild en in haar rechter een 1,8 meter hoog standbeeld van Nike. Tussen het schild en de godin steekt een kolossale slang de kop op. Het werk is bekleed met ivoor en 3,6 kg bladgoud.
Het gebouw is gepolychromeerd en voorzien van betonnen replica's van de frontonsculpturen van het Atheense Parthenon (438 v.Chr.). Binnen in de naos bevinden ze zich nog eens, in een gipsen versie direct afgegoten van de originele fragmenten. De meeste bevinden zich in het British Museum in London en andere in het Acropolismuseum van Athene.
Als museum heeft het Nashville Parthenon een permanente collectie van 63 schilderijen door 19e- en 20e-eeuwse Amerikaanse kunstenaars, geschonken door James M. Cowan.

## Geschiedenis
De bijnaam van Nashville, het "Athens of the South", beïnvloedde de keuze voor het klapstuk van de Centennial Exposition. Er waren ook andere gebouwen gereconstrueerd, maar het Parthenon was de enige exacte reproductie en is als enige bewaard. Het Knights of Pythias paviljoen werd verhuisd naar Franklin, Tennessee.
Majoor Eugene Castner Lewis was de directeur van de Tennessee Centennial Exposition en de man die het idee aanbracht. Aanvankelijk werd het gebouwd als een tijdelijke constructie uit plaaster, hout en baksteen. Door de populariteit bij bezoekers en de kosten van afbraak, bleef het staan na de tentoonstelling. In 1895 werd George Julian Zolnay aangesteld om modellen te maken voor de ornamentatie. Na 20 jaar was het gebouw verweerd. Het werd vanaf 1920 opnieuw opgetrokken op dezelfde funderingen in beton. De buitenzijde was af in 1925 en het interieur in 1931. Ook de kromming van de horizontale lijnen is gerepliceerd naar het Atheense model.
In 2002 is het gebouw gerenoveerd en werd een aangepaste belichting geplaatst.

## In de populaire cultuur
Het Parthenon was de locatie voor de politieke rally in Robert Altmans film Nashville (1975). Het is ook te zien tijdens het gevecht tegen de Hydra in Percy Jackson & the Olympians: The Lightning Thief.

## Galerij

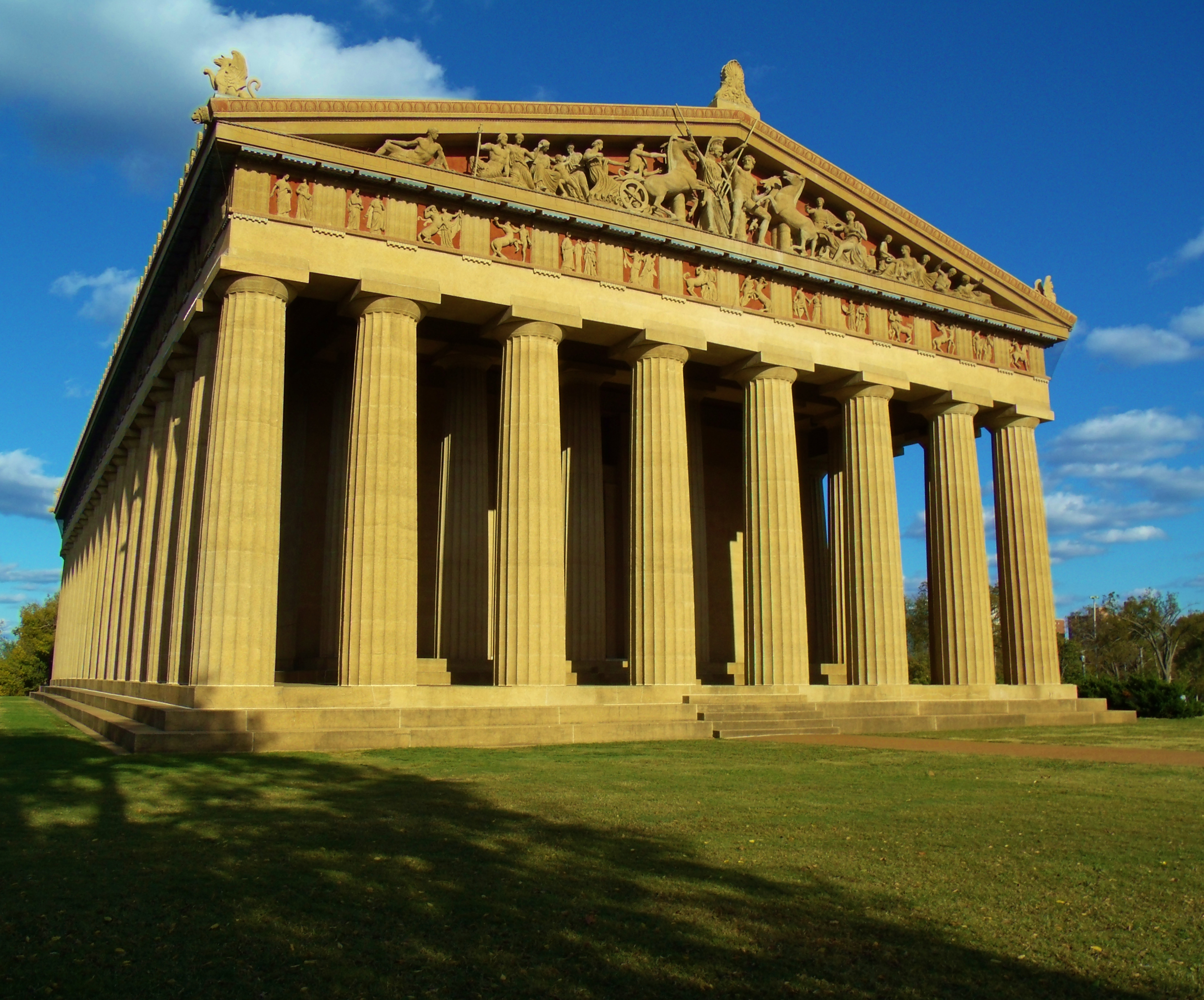
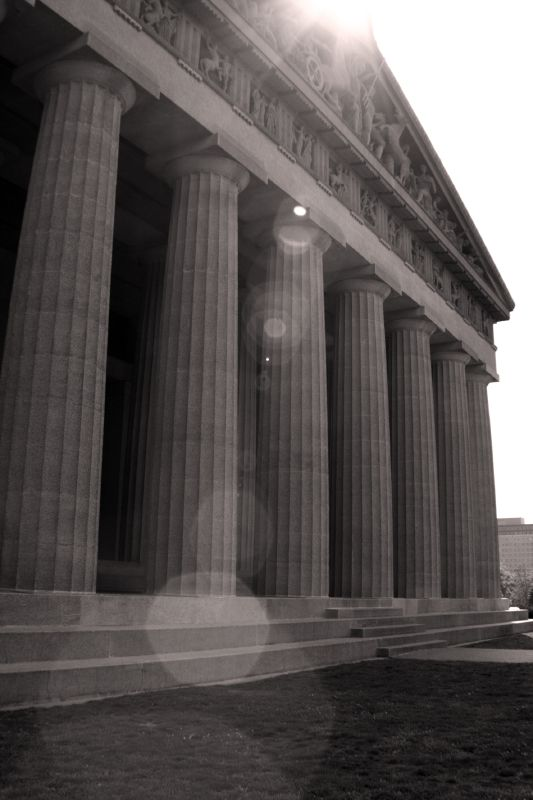
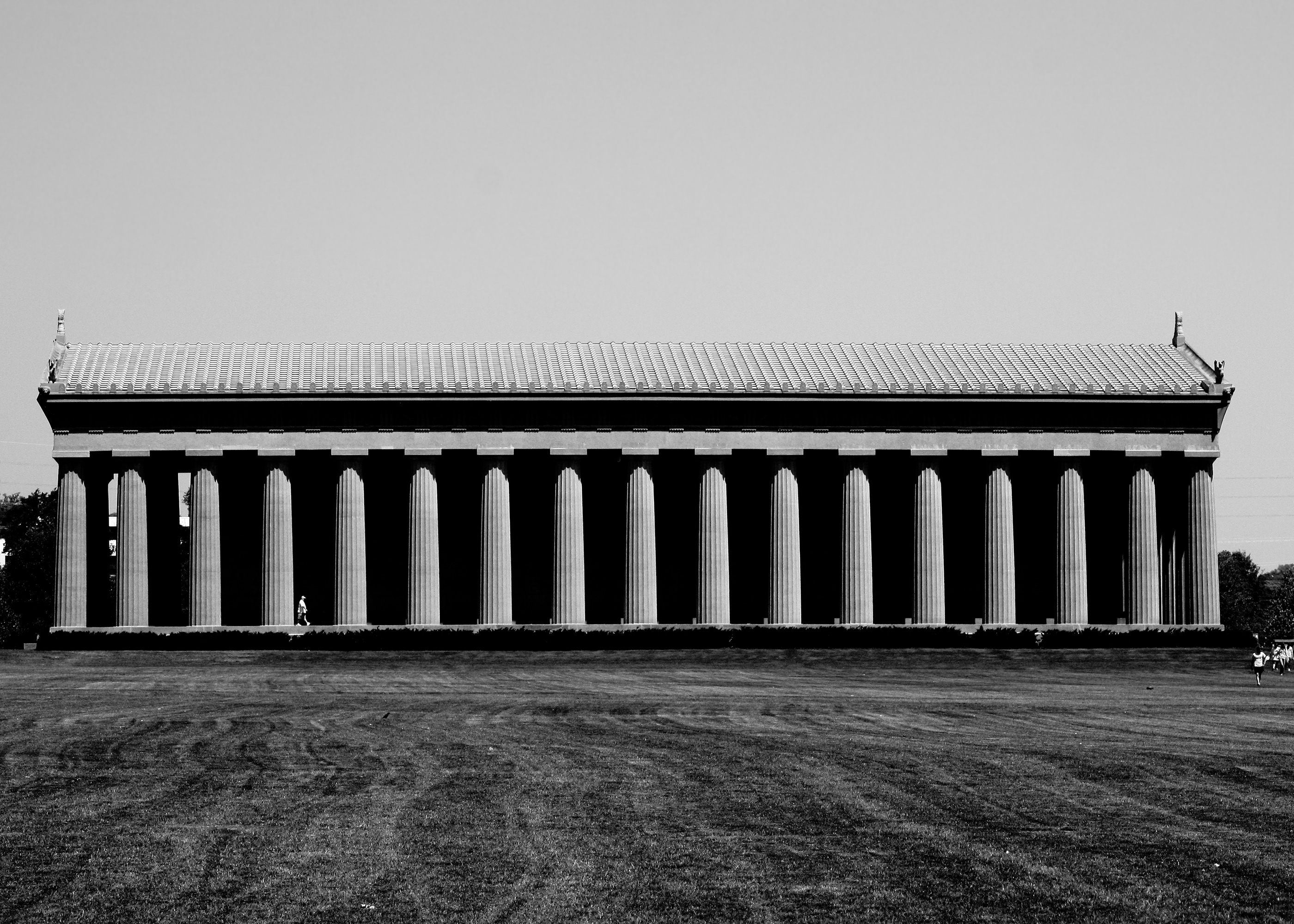
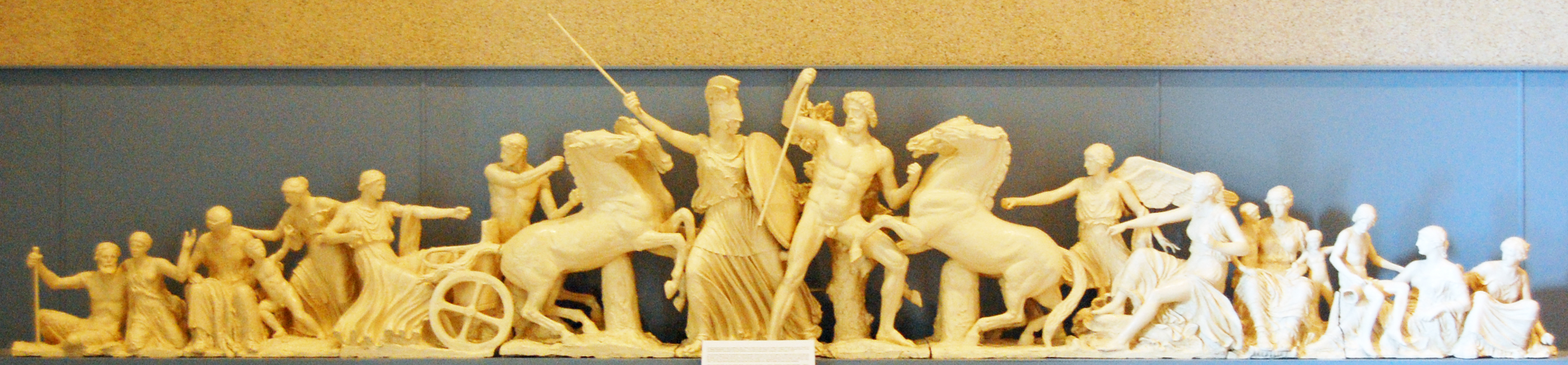
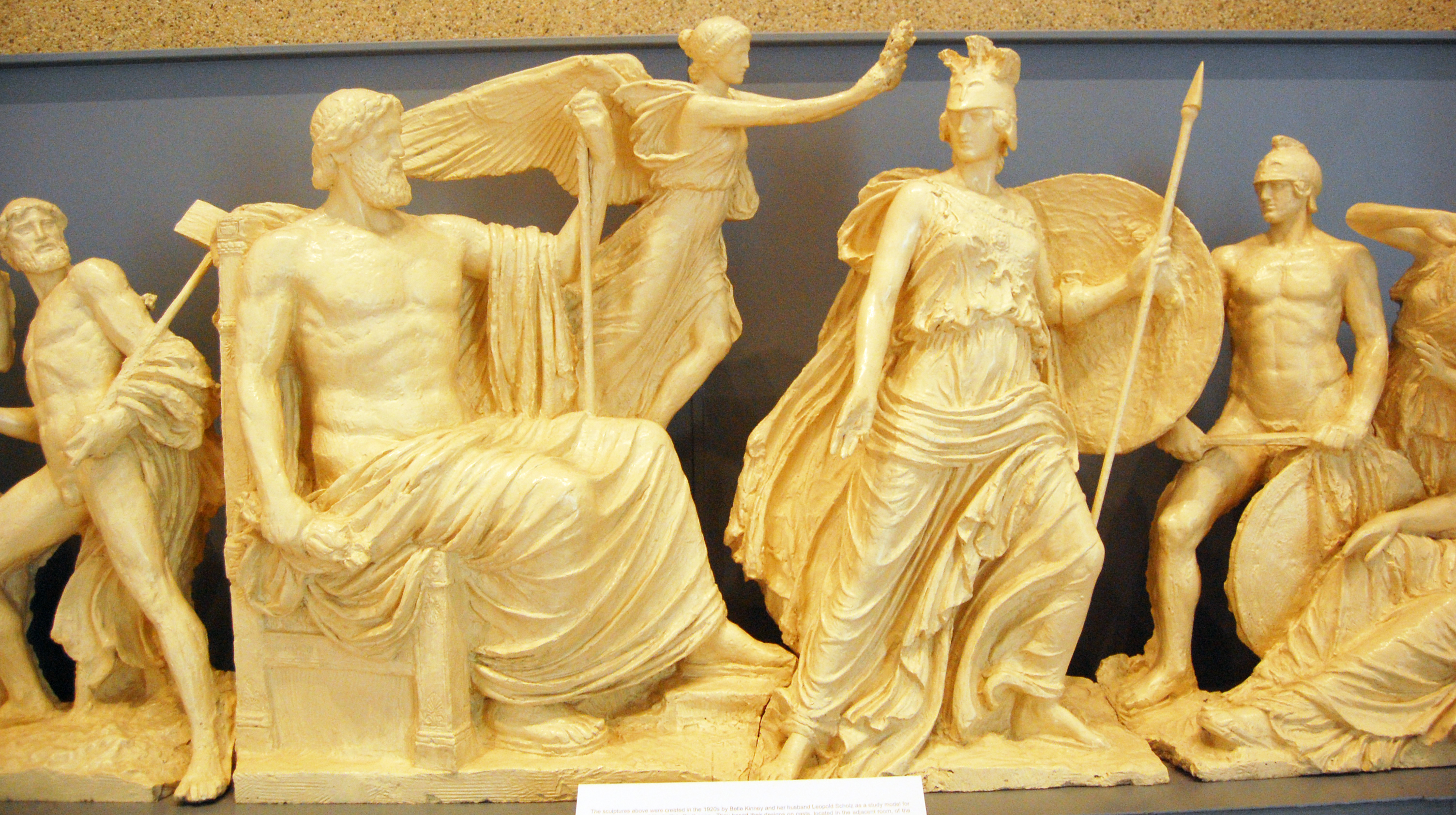

## Voetnoten
1. ↑  Wilbur F. Creighton, The Parthenon In Nashville. Athens of the South, from a personal viewpoint, JM Press, Brentwood TN, 1989
2. ↑  Wilbur F. Creighton, The Parthenon In Nashville. From a personal viewpoint, 1968, p. 21-22
3. ↑  Timeline at the Parthenon, Metro Parks and Recreation Department, Metropolitan Government of Nashville and Davidson County, Tennessee
4. ↑  About the Parthenon, nashvilleparthenon.com (bezocht 24 december 2022)